# Гранада (баскетбольный клуб)
«Гранада» — испанский профессиональный баскетбольный клуб из города Гранада, выступающий во втором по рангу дивизионе испанского чемпионата, Лиге LEB.

## История
Клуб был образован 28 июня 1994 года на основе баскетбольного клуба «Лоха». Проведя два сезона в лиге EBA, 14 июня 1996 года получил право принять участие в высшем дивизионе чемпионата Испании, лиге ACB. В ней он заменил клуб «Саламанка», получив также его право участвовать в Кубке Корача. В течение нескольких следующих сезонов то вылетал в низшую лигу LEB, то возвращался назад в ACB. С 2004 по 2011 годы непрерывно выступал в лиге ACB, однако в сезоне 2010/11 занял 17 место и снова вылетел в низший дивизион. Наивысшим достижением клуба является 10 место в сезоне 2009/10.